# Cricotopus oris
Cricotopus oris är en tvåvingeart som beskrevs av Roback 1962. Cricotopus oris ingår i släktet Cricotopus och familjen fjädermyggor.
Artens utbredningsområde är Panama. Inga underarter finns listade i Catalogue of Life.